# Slivnik
Slivnik (makedonska: Сливник) är en ort i Nordmakedonien. Den ligger i kommunen Veles, i den centrala delen av landet, 40 kilometer sydost om huvudstaden Skopje. Slivnik ligger 436 meter över havet och antalet invånare är 237.